# Henrietta Hill Swope
Henrietta Hill Swope (26 octobre 1902 - 24 novembre 1980) est une
astronome américaine qui a étudié les étoiles variables. En particulier, elle a mesuré la relation période-luminosité pour les étoiles céphéides. La mesure de leur période peut être reliée à leur distance, donc on les utilise pour mesurer la grandeur de la Voie Lactée et les distances entre les autres galaxies.

## Prix et honneurs
- Prix d'astronomie Annie J. Cannon en 1968
- L'astéroïde (2168) Swope est nommé en son honneur
- Barnard Distinguished Alumnae Award, 1975
- Le Swope Telescope à l'observatoire de Las Campanas au Chili
- PhD honorifique, 1975, Université de Bâle, Suisse
- Barnard College Medal of Distinction, 1980